# クリストファー・ウィルキンソン
クリストファー・ウィルキンソン（Christopher Wilkinson、1950年3月29日～ ） は、アメリカの脚本家、映画製作者、映画監督。「ニクソン」（1995年） でアカデミー脚本賞にノミネートされ、「ALI アリ」（2001年）と「敬愛なるベートーヴェン」（2006年）の脚本を書き、後者の製作もした。彼の脚本のほとんどは歴史に基づいており、スティーヴン・J・リヴェルと共同執筆している。

## 生い立ち・学歴
ニューヨーク市で生まれ、フィラデルフィアで育った。ミュージシャンとしてのキャリアをスタートさせた後に、テンプル大学の映画スクールに通った。

## キャリア
ウィルキンソンは、「ニクソン」から始まり、「 ALI アリ」や「敬愛なるベートーヴェン」 など、頻繁にパートナーとして執筆を行うスティーヴン・J・リヴェルと共にいくつかの伝記映画の脚本を書いている。「完全なるチェックメイト」（原題：Pawn Sacrifice）（2014年） と「MILES AHEAD/マイルス・デイヴィス 空白の5年間」（原題：Miles Ahead ）（2015年） では脚本執筆と製作総指揮を務め、PBSフィルムのVirtuosity （2014年） では脚本を書き、監督を務めた。
ウィルキンソンは、クイーンのリードボーカルであるフレディ・マーキュリーの伝記映画である Mercury の脚本に取り組んだ。
また、長期にわたって計画していた、ラッパーのトゥパック・シャクールを題材にしオール・アイズ・オン・ミーと、ブルース・リーと中国のカンフー・マスター、ウォン・ジャック・マンとのルールのない闘いに着想を得た Birth of the Dragon の脚本も執筆した。

## 私生活
ウィルキンソンは息子と一緒にカリフォルニア州ロサンゼルスに居住している。彼は以前、漫画家のキャシー・ギズウィット （漫画「キャシー」の作者） と結婚していた。

## 作品
- Echoes （1980年） - 脚本/監督/製作
- Engine 2, Ladder 3 （1982年） - 脚本/監督/製作
- ザ・リバー （1984年） - 第二班監督
- ナッツ （1987年） - 脚本（ノンクレジット）
- Penrod （1990年） - 脚本/監督/製作
- Nobody's Home （1990年） - 脚本/監督/製作
- フォー・ザ・ボーイズ （1991年） - 第二班監督/製作補
- わかれ路 （1994年） - 第二班監督/ポストプロダクション・スーパーバイザー
- ニクソン （1995年） - 脚本
- ALI アリ （2001年） - 脚本
- 敬愛なるベートーヴェン （2006年） - 脚本/製作
- Virtuosity （2014年）[13][14] - 脚本/監督/製作
- 完全なるチェックメイト （2014年） - 脚本/製作総指揮
- MILES AHEAD/マイルス・デイヴィス 空白の5年間 （2015年） - 脚本/製作総指揮
- Birth of the Dragon （2016年） - 脚本/製作
- オール・アイズ・オン・ミー （2017年） - 脚本
- ジェミニマン（2019年） - 共同脚本（ノンクレジット）[15]